# Kville kyrka
Kville kyrka är en kyrkobyggnad i Kville församling i Göteborgs stift. Den ligger i Tanums kommun.

## Kyrkobyggnaden
Dagens kyrka ersatte en medeltida som revs, då den nya kyrkan stod klar i december 1864. Dess ritningar var utförda av arkitekten Hans Jakob Strömberg. Byggnadens korsformiga plan har tydliga medeltida influenser och fasaden är utformad i tidig nygotik. Koret avslutas tresidigt och tvärskeppsarmarna är mycket breda med trappgavlar. I väster finns ett tungt torn med spetsigt avslutade gavlar och en skifferklädd spira. Fönstren är höga, rundbågiga och placerade i nischer i yttermurarna. Innerväggarna är vitmålade och de gulgråmålade inredningssnickerierna är väl bevarade. Kyrkan restaurerades 1937.   

## Tillkomsthistoria
År 1853 blev Johan Henric Holmqwist kyrkoherde i Kville socken. Denne var en anhängare av den schartauanska inomkyrkliga väckelserörelsen. Hans kraftfulla predikningar drog stora åhörarskaror och den gamla kyrkan blev otillräcklig. På Holmqwists inrådan byggdes därför den nya kyrkan med 1 800 sittplatser och den vittnar därmed om de starka religiösa strömningar som fanns i 1800-talets Bohuslän. 

## Inventarier
- Dopfunten från 1600-talets senare del har sexsidig skulpterad fris.
- Nattvardskärlet i silver är från 1700-talet.

## Klockor
Lillklockan är gjuten 1527 och har en tvåradig latinsk inskrift på halsen. På den övre raden står Jacob Assers(son), vilket möjligen är gjutarens namn. Därutöver finns djurbilderna: slingrande ålar och två djur med långa svansar, som går på två ben, där ett av djuren nosar på en ål. Inskriften lyder i översättning: Herrens år 1527 (göts jag). Hell Maria full av nåd! Herren är med dig.

## Orgel
Orgel tillverkades 1957 av John Grönvall Orgelbyggeri och har 33 stämmor fördelade på två manualer och pedal. Den ersatte då en tidigare orgel byggd 1872.

## Interiörbilder

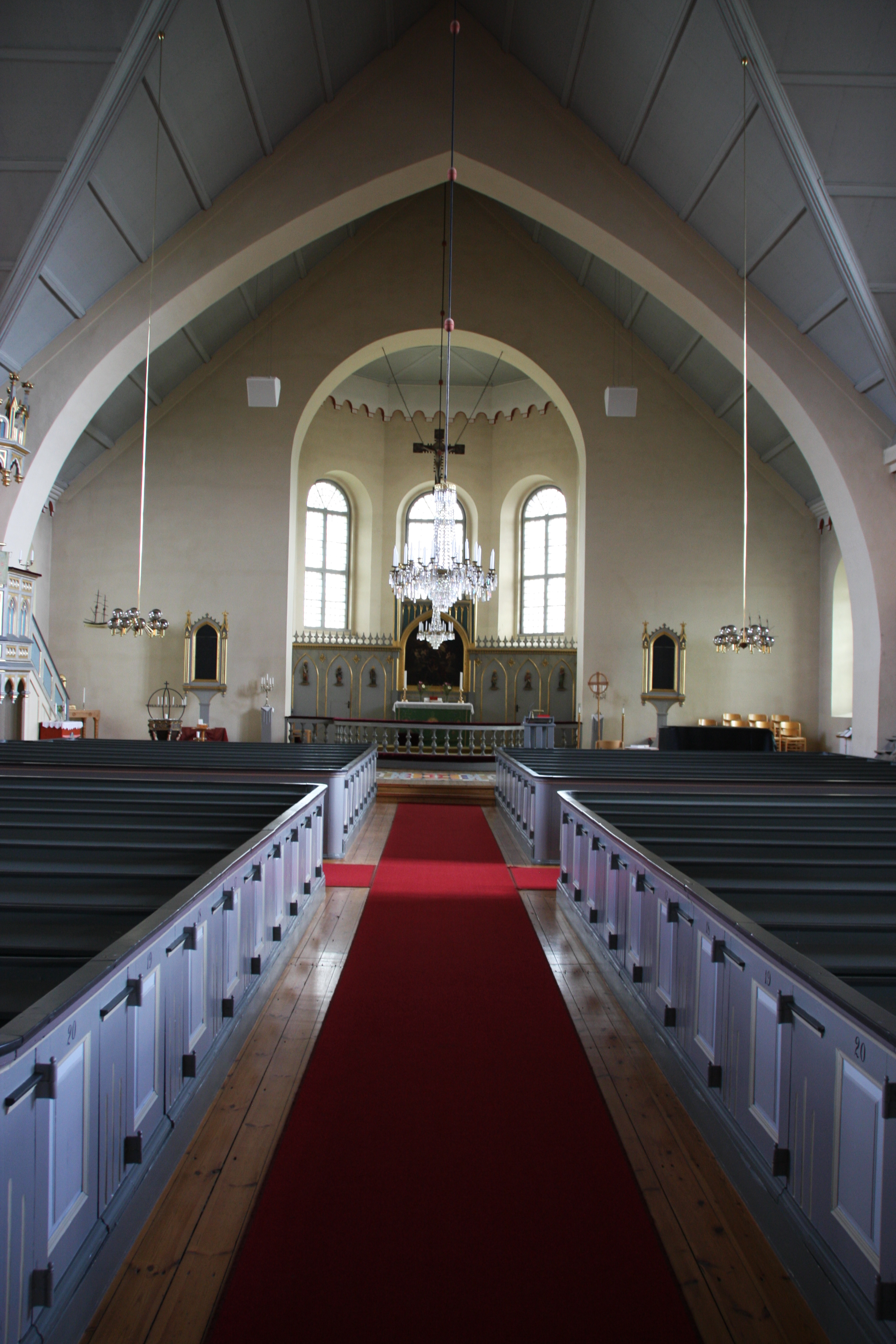
Interiör mot koret
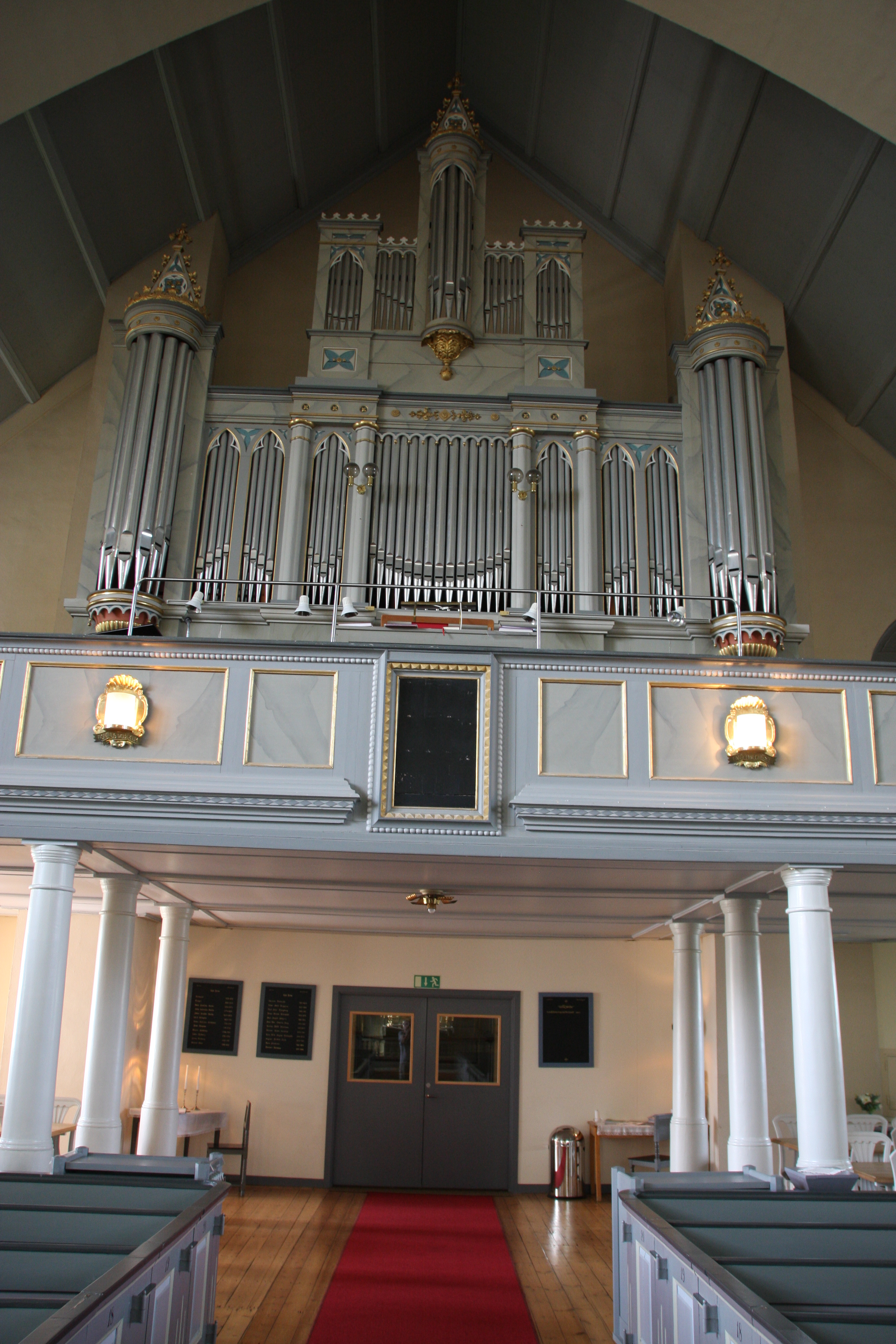
Interiör mot väster med orgelläktaren
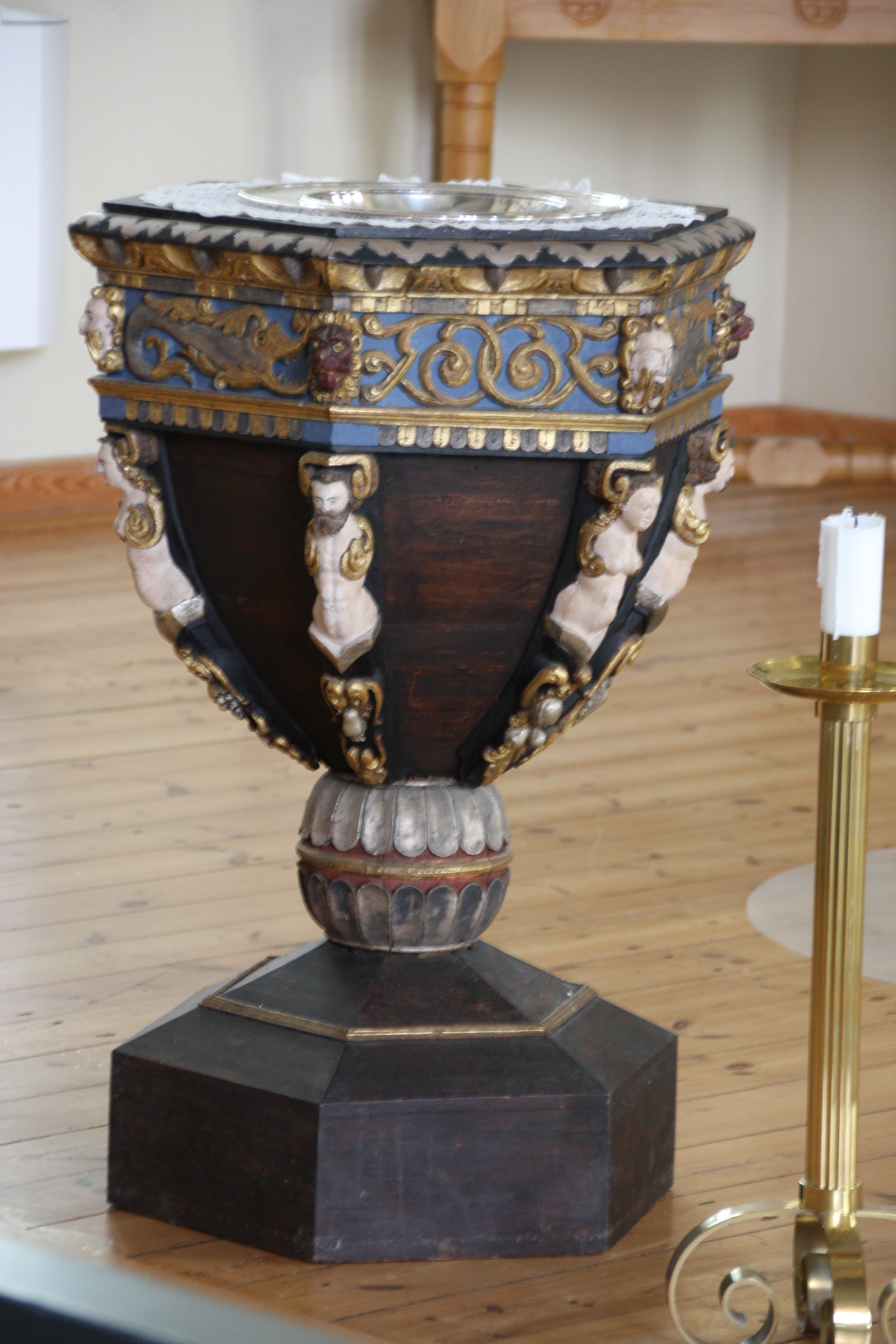
Dopfunt av trä från 1600-talet
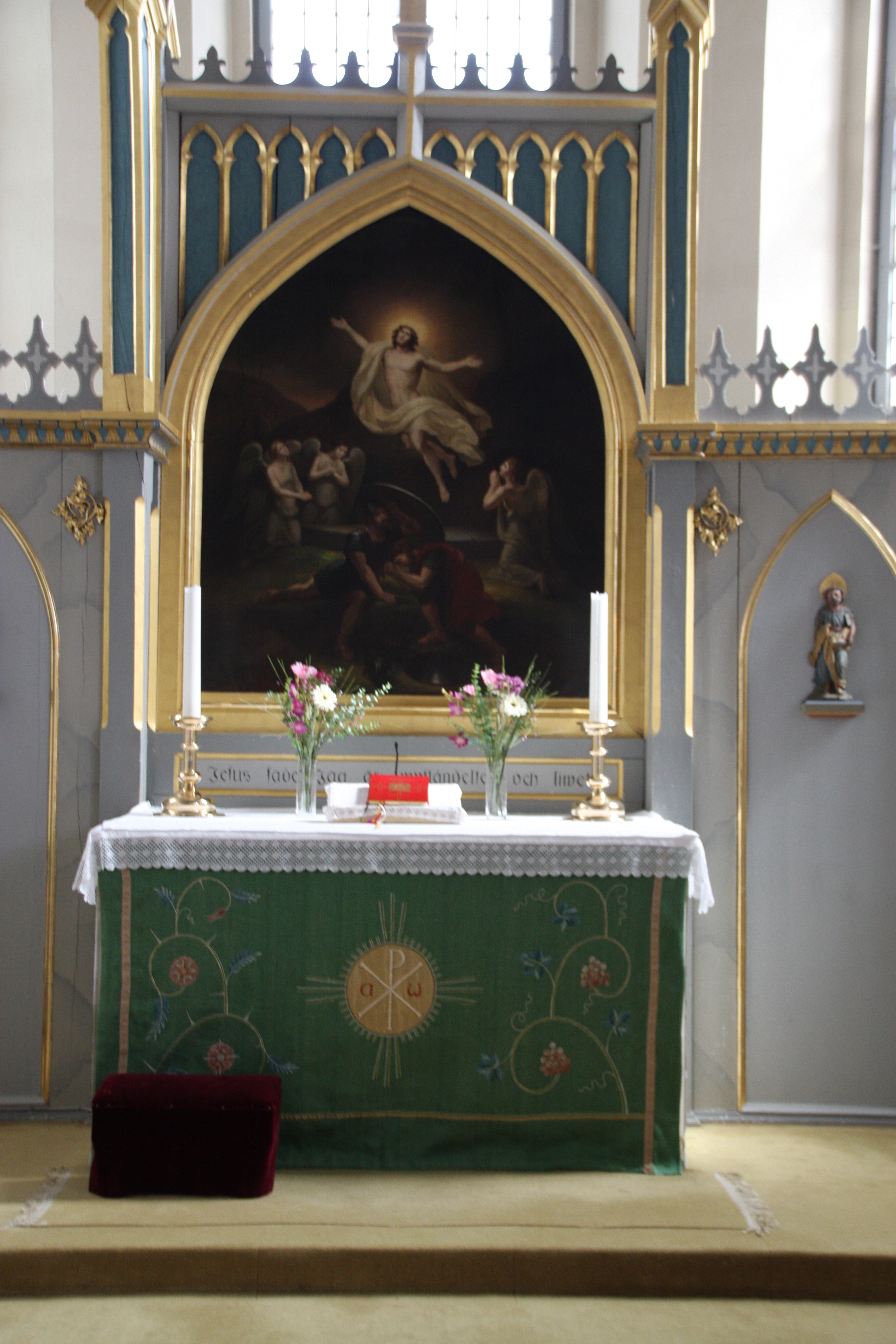
Altaruppsatsen
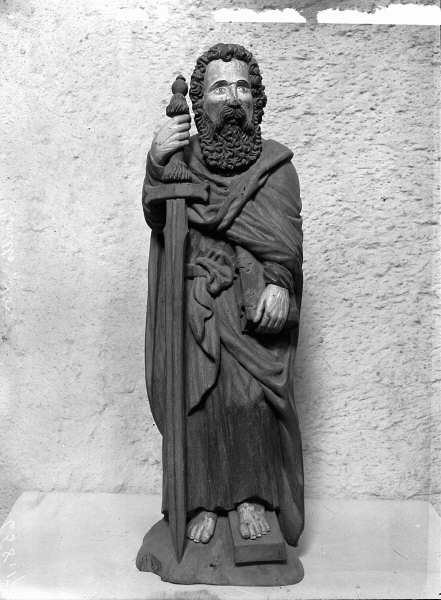
Träskulptur av Paulus
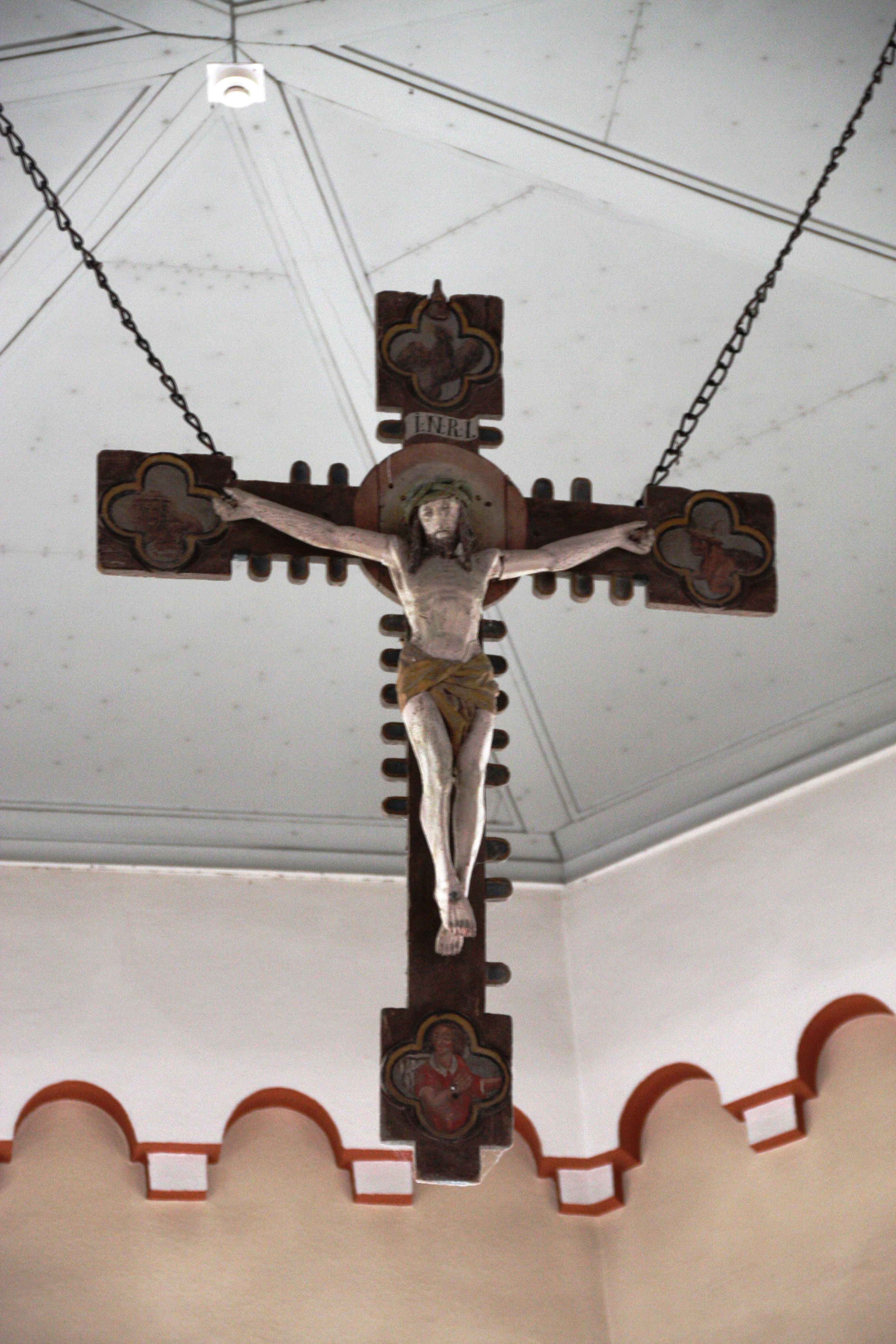
Triumfkrucifix i trä
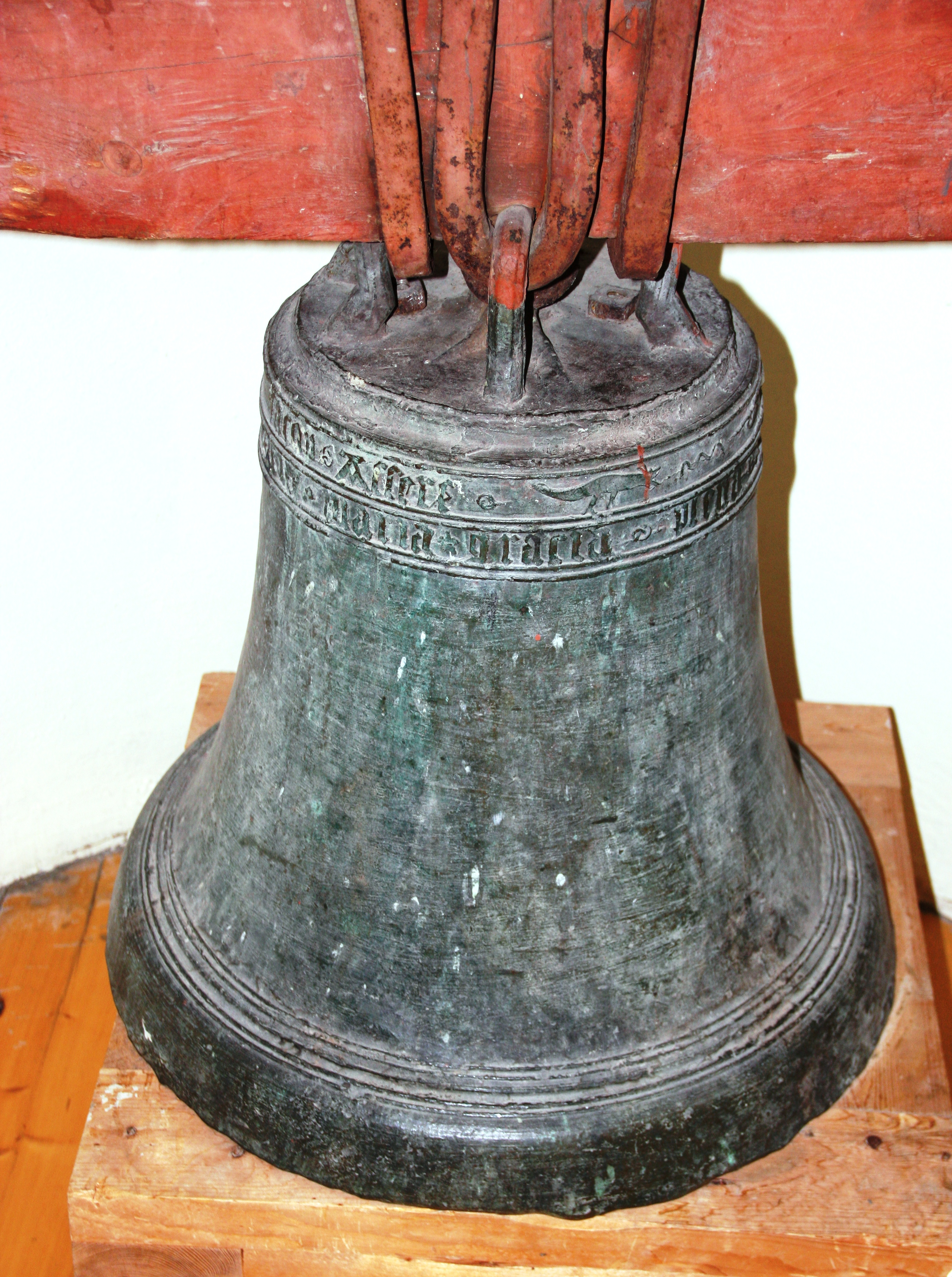
Lillklockan